# Thracia pubescens
Thracia pubescens är en musselart som först beskrevs av Pulteney 1799.  Thracia pubescens ingår i släktet Thracia och familjen Thraciidae. Det är osäkert om arten förekommer i Sverige. Inga underarter finns listade i Catalogue of Life.